# 머티리얼 디자인
머티리얼 디자인(Material Design, 코드명: Quantum Paper)이란 플랫 디자인의 장점을 살리면서도 빛에 따른 종이의 그림자 효과를 이용하여 입체감을 살리는 디자인 방식을 말한다. 2014년 구글이 안드로이드 스마트폰에 적용하면서 널리 퍼지기 시작했다. 플랫 디자인과 마찬가지로 최소한의 요소만을 사용하여 대상의 본질을 표현하는 디자인 기법인 미니멀리즘(minimalism)을 추구한다.
구글은 2014년 6월 25일 2014 구글 I/O 콘퍼런스에서 머티리얼 디자인을 발표하였다.
머티리얼 디자인의 주요 목적은 좋은 디자인의 원칙과 기술 및 과학적 혁신을 결합한 새로운 시각적 언어를 만드는 것이다. 디자이너 마티아스 두아르테(Matías Duarte)는 "실제 종이와 달리 우리의 디지털 자료는 지능적으로 확장하고 재구성할 수 있다. 재료에는 물리적인 표면과 가장자리가 있다. 이음새와 그림자는 만질 수 있는 것에 대한 의미를 제공한다."라고 설명했다. 구글은 새로운 디자인 언어가 종이와 잉크를 기반으로 하지만 구현은 고급 방식으로 이루어졌다고 말한다.
2018년에 구글은 디자이너가 다양한 기하학, 색상 및 타이포그래피를 사용하여 사용자 정의 "테마"를 만들 수 있는 더 많은 유연성을 제공하는 데 중점을 두고 언어 개편을 자세히 설명했다. 구글은 macOS 디자인 애플리케이션 스케치 전용 머티리얼 테마 에디터(Material Theme Editor)를 출시했다.

## 구현
머티리얼 디자인은 구글의 다양한 웹 및 모바일 제품 전체로 점진적으로 확장되어 모든 플랫폼과 애플리케이션에서 일관된 경험을 제공할 예정이었다. 구글은 또한 타사 개발자가 디자인 언어를 자신의 애플리케이션에 통합할 수 있도록 API(애플리케이션 프로그래밍 인터페이스)를 출시했다.
웹 애플리케이션 사용자 인터페이스를 위한 머티리얼 디자인의 정식 구현을 폴리머라고 한다. 이는 기본적으로 표준을 구현하지 않는 브라우저를 위한 웹 구성 요소 API를 제공하는 심인 폴리머 라이브러리와 머티리얼 디자인의 시각적 요소를 특징으로 하는 "종이 요소 컬렉션"을 포함한 요소 카탈로그로 구성된다. 구글은 또한 아파치 2.0 라이센스에 따라 라이센스가 부여된 아이콘 집합을 만들었다.

## 업데이트

### 머티리얼 디자인 2: 구글 머티리얼 테마
2018년 개편 이후 구글은 대부분의 앱을 구글 머티리얼(Google Material) 테마라고 하는 맞춤형 및 적응형 머티리얼 디자인 버전으로 재설계하기 시작했다. 이 버전은 '머티리얼 디자인 2'라고도 불리며 공백, 둥근 모서리, 다채로운 아이콘, 하단 탐색 모음을 크게 강조한다. 구글 산스(Google Sans)라는 구글 독점 프로덕트 산스 글꼴의 크기에 최적화된 특수 버전을 활용한다.

### 머티리얼 디자인 3: 머터리얼 유
2021년 구글 I/O에서 기존 머티리얼 디자인에서 더 나아간 머티리얼 유를 공개하였다. 고유한 팔레트 색상, 크기, 기기 유형등의 UI요소들의 개인화가 강화되었으며. 이는 안드로이드 12의 기본 UI로 적용된다. 안드로이드 버전의 다양한 구글 앱에 점진적으로 출시되었으며 픽셀 6 및 픽셀 6 프로 스마트폰 시리즈에도 적용되었다.

## 같이 보기
- 안드로이드 버전 역사